# Phường 5, Quận 8
Phường Bình Đông là phường sáp nhập giữa Phường 6 và Phường 7 với một phần Phường 5 Quận 8 với lại một phần của xã An Phú Tây , huyện Bình Chánh thuộc Quận 8 Cũ, Thành phố Hồ Chí Minh, Việt Nam sau khi sáp nhập các tỉnh thành vào ngày 1 tháng 7 năm 2025.

## Địa lý
Phường Bình Đông là phường sáp nhập giữa Phường 6 và Phường 7 với một phần Phường 5 Quận 8 với lại một phần của xã An Phú Tây , huyện Bình Chánh nằm ở Thành Phố Hồ Chí Minh , có vị trí địa lý:
- Phía đông giáp Phường Chánh Hưng
- Phía bắc giáp Phường Vườn Lài,với ranh giới là kênh Đôi.

Phường có diện tích 1,62 km², dân số năm 2021 là 46.255 người,  mật độ dân số đạt 28.552 người/km².

## Hành chính
Phường 5 được chia thành 10 khu phố đánh số từ 1 đến 10. Phường cũng là nơi đặt trụ sở của Ủy ban Nhân dân và Hội đồng nhân dân Quận 8.

## Lịch sử
Dưới thời Việt Nam Cộng hòa, địa bàn Phường 5 ngày nay là một phần phường Chánh Hưng thuộc Quận 8, thành phố Sài Gòn.
Năm 1976, phường Chánh Hưng giải thể để thành lập 4 phường mới là Phường 5, Phường 6, Phường 7 và Phường 8. Đến năm 1987, theo Quyết định số 33-HĐBT của Hội đồng Bộ trưởng, Phường 8 sáp nhập với một phần Phường 7 thành Phường 5 mới.